# Тандов
Тандов (тат. Тамтау) — аул в Барабинском районе Новосибирской области. Входит в состав Новоспасского сельсовета.

## География
Площадь аула — 10 гектар

## История
В 1926 году состоял из 36 хозяйств, основное население — барабинские татары. В составе Круглоозёрского сельсовета Барабинского района Барабинского округа Сибирского края.

## Население
| 1926 | 2002 | 2007 | 2010 |
| ---- | ---- | ---- | ---- |
| 202  | ↘159 | ↗160 | ↘122 |

## Инфраструктура
В ауле по данным на 2007 год функционируют 1 учреждение здравоохранения, 1 образовательное учреждение.

## Интересные факты
Около поворота на аул стоит табличка, на которой утверждается, что он основан в 1410 г.

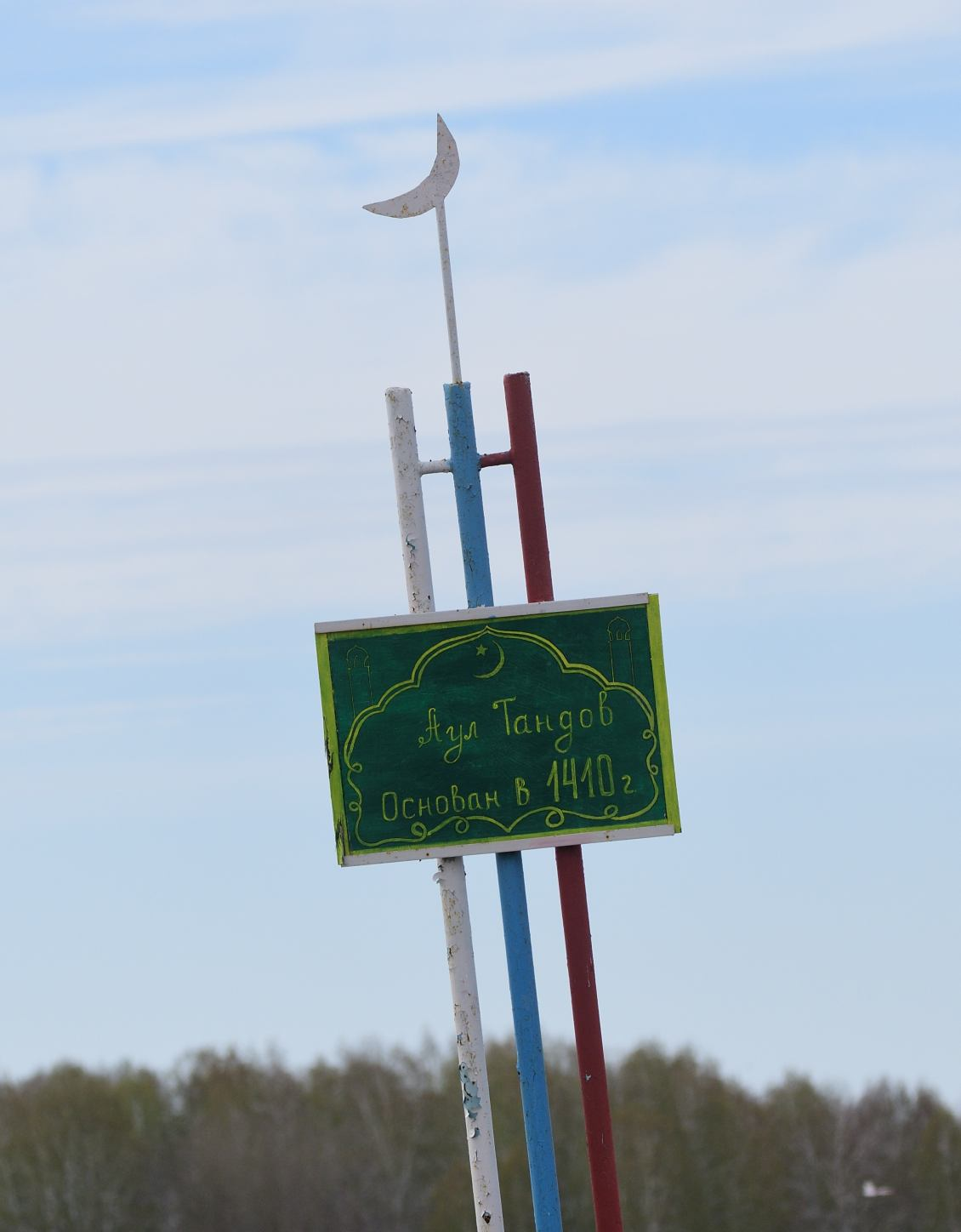
Стела у поворота на аул Тандов